# Naturschutzgebiet Schuberstein

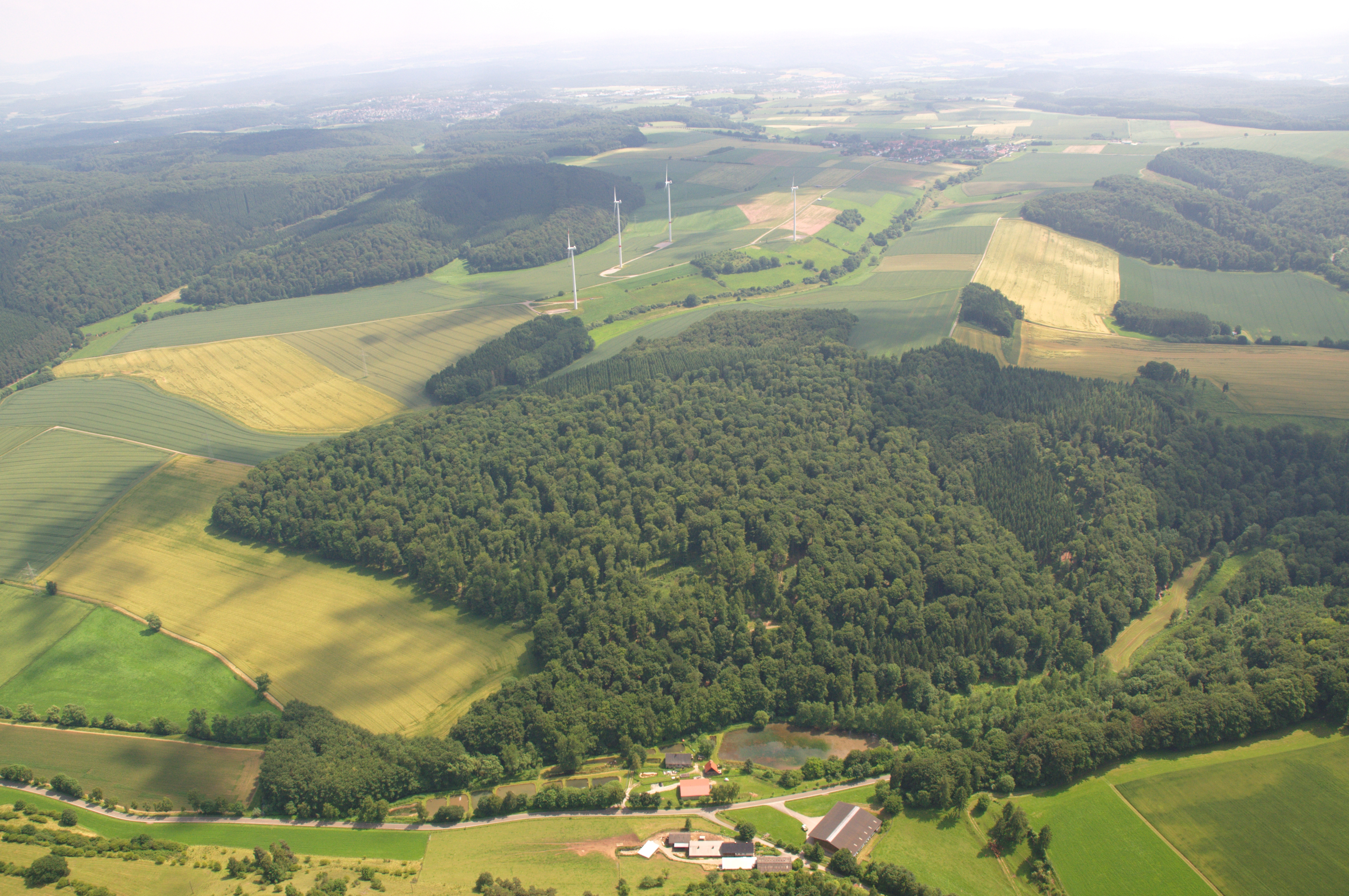
In Bildmitte das NSG Kittenberg und rechts ein Teils des NSG Schuberstein (rechts)

Das Naturschutzgebiet Schuberstein mit einer Größe von 18,61 ha liegt nördlich von Canstein im Stadtgebiet von Marsberg im Hochsauerlandkreis. Es wurde 2008 mit dem Landschaftsplan Marsberg als Naturschutzgebiet (NSG) ausgewiesen. Das NSG stellt seit 2004 eine von zwei Teilflächen des Fauna-Flora-Habitat-Gebietes (FFH) Kittenberg (Natura 2000-Nr. DE-4519-302) im Europäischen Schutzgebietssystem nach Natura 2000 mit 588 ha Größe dar. Die andere Teilfläche des FFH-Gebietes ist das östlich liegende Naturschutzgebiet Kittenberg. Diese beiden Naturschutzgebiete werden nur durch die Kreisstraße 66 und das Landschaftsschutzgebiet Oberes Orpetal getrennt. Das NSG gehört seit 2023 als Teilfläche zum Vogelschutzgebiet Diemel- und Hoppecketal mit angrenzenden Wäldern.

## Beschreibung
Den Untergrund des NSG bildet Kalkstein. Das NSG umfasst einen Rotbuchenwald. Im NSG befinden sich bis zu 15 m hohe Felsen. Im NSG kommt der Grauspecht vor.